# Quintetto per archi n. 3 (Spohr)
Il Quintetto per archi n. 3 op.69 in si minore di Louis Spohr fu composto a Kassel nell'aprile del 1826, un periodo fruttuoso al quale risalgono l'opera Jessonda (1823), il primo doppio quartetto (1823) e l'oratorio Die letzen Dinge (1826). A Kassel, Spohr era il primo violino di un quartetto d'archi composto anche da Adolf Viele (1794-1845) quale secondo violino, dal fratello Ferdinand (1792-1831) alla viola e dall'eccellente violoncellista Nikolaus Hasemann (1788-1842). Molte composizioni da camera del periodo furono scritte da Spohr per tale complesso.
L'allegro iniziale in si minore riecheggia il clima dell'ouverture dell'opera Macbeth del 1825 ed è anche accostabile al primo tempo del contemporaneo quartetto n. 13 (detto quartetto Rosamunde) in la minore di Schubert, tuttavia Spohr inserisce anche passaggi molto virtuosistici sia per il primo violino sia per la parte del violoncello, scritta su misura per Hasemann.
Il secondo movimento è uno scherzo in re maggiore dal carattere più deciso, mentre il si minore iniziale ritorna nel trio in 6/4, quasi in forma di una ballata.
Il terzo movimento è un adagio in sol maggiore nel quale prosegue lo spirito ottimistico dello scherzo.
Il finale è un rondo nuovamente in si minore e si presenta come una barcarola dal carattere romantico.

## Discografia
- Quartetto Danubius con Sándor Papp (viola II), Naxos 8.555966[1]